# Berigelseskriminalitet
Berigelseskriminalitet er en fælles betegnelse for de typer af kriminalitet, der kun omhandler penge, ejendele eller ejendom – dvs. indbrud, tyveri (herunder butikstyveri), underslæb, smugleri, mandatsvig, afpresning og bedrageri. Der er således ikke tale om vold eller trusler mod offeret. Røveri regnes derfor traditionelt ikke med til berigelseskriminalitet. 
De forskellige typer berigelseskriminalitet har det til fælles, at der ved forbrydelsen opnås en uberettiget økonomisk gevinst for gerningsmanden, mens offeret påføres et tab. 
Berigelseskriminalitet er den hyppigst forekommende type af kriminalitet i Danmark. I 1998 tegnede den sig således for 95 procent af alle straffelovsovertrædelser.